# Тюрпо (замок)
Тюрпо (фр. Château Turpault) — жилая резиденция в виде старинного замка. Здание расположено в коммуне Киброн, в департаменте Морбиан, в регионе Бретань, Франция.

## История

Замок на фотографии 1952 года

### XX век
В начале XX века предприниматель из Шоле по имени Жорж Тюрпо (1858—1922), разбогатевший на продаже пряжи, решил построить для себя особняк в средневековом стиле. Он купил старый дом и прилегающую к нему землю на мысе Бег-эр-Ланн, расположенном к юго-западу от Дикого побережья полуострова Киберон. Подготовку проекта Тюрпо поручил архитектору Ипполиту Жаме. По замыслу заказчика, следовало возвести резиденцию, напоминающую старинные английские замки. Этот комплекс Тюрпо изначально хотел назвать «морским замком».
Строительство на каменистом мысе велось с 1904 по 1910 год. После завершение работ Тюрпо поселился здесь вместе с семьёй. Правда, за замком закрепилось название по фамилии хозяина.
Во время Второй мировой войны замок был конфискован командованием немецкой армии. Гитлеровцы включили комплекс в систему своих фортификационных сооружений на Атлантическом побережье Франции. Со стороны моря у основания замка построили мощные бетонные огневые точки. При этом сам замок оказался серьёзно повреждён. Жилое здание к 1945 году находилось в аварийном состоянии.
В 1946 году вдова Жоржа Тюрпо продала полуразрушенный замок Марселю Роберу, мэру коммуны Киброн. Новый собственник провёл частичные ремонтные работы. В 1967 замок купил предприниматель Фердинанд Ришар. Этот человек завершил восстановление комплекса. Причём со стороны океана сохранились остатки немецких бетонных дотов.

### XXI век
Наследники Ришара в начале XXI века провели реставрацию замка. В 2010 году они выставили комплекс на продажу. В 2014 году резиденция нашла нового владельца.

## Современное использование
Замок остаётся в частном владении и служит хозяевам для проживания в летнее время. Посещение резиденции публикой не предусмотрено.
Замок Тюрпо благодаря живописному расположению на оконечности длинного каменистого мыса на океанском побережье превратился в яркую достопримечательность региона. Ежегодно полюбоваться особняком в Киброн приезжают тысячи туристов.

## Галерея

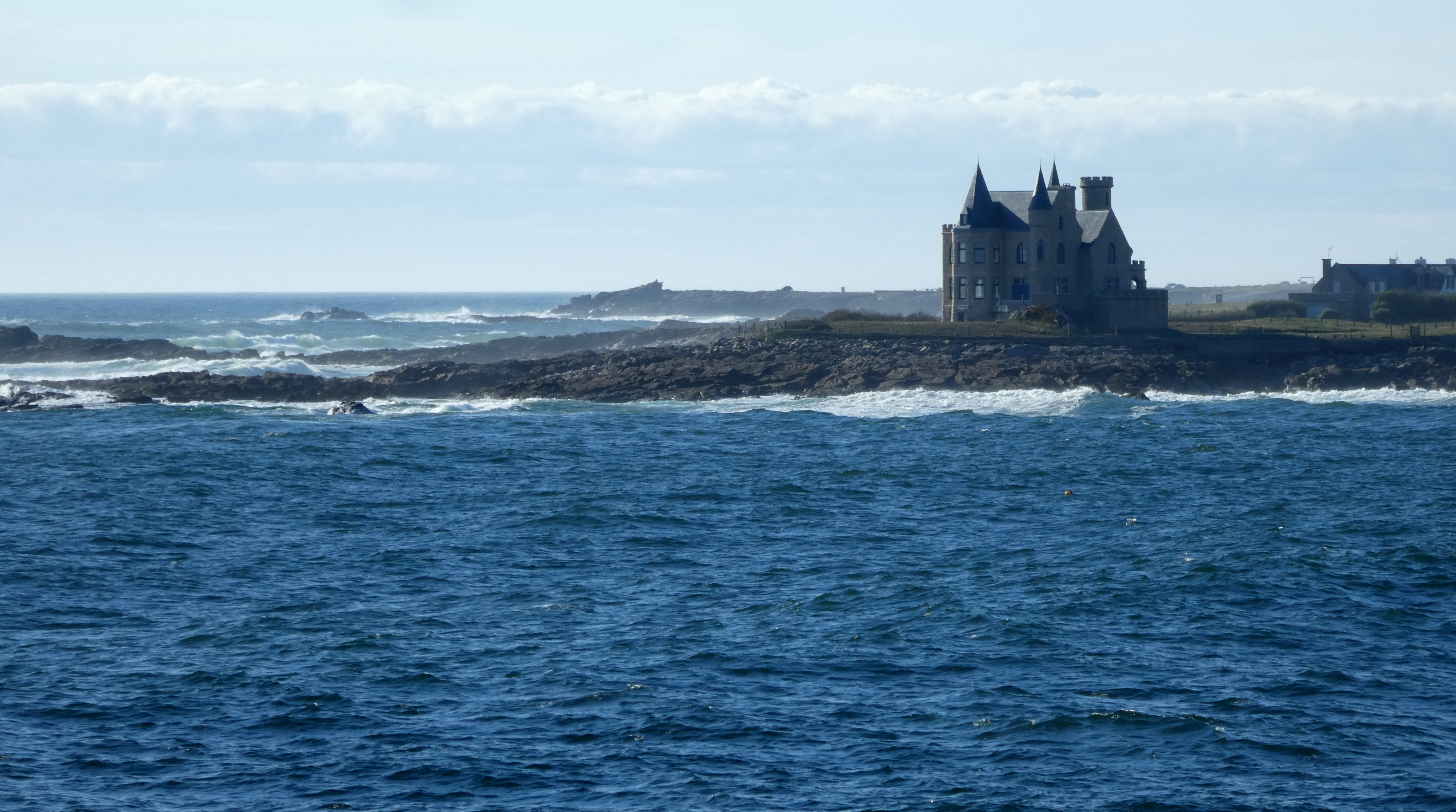
Вид замка со стороны океана
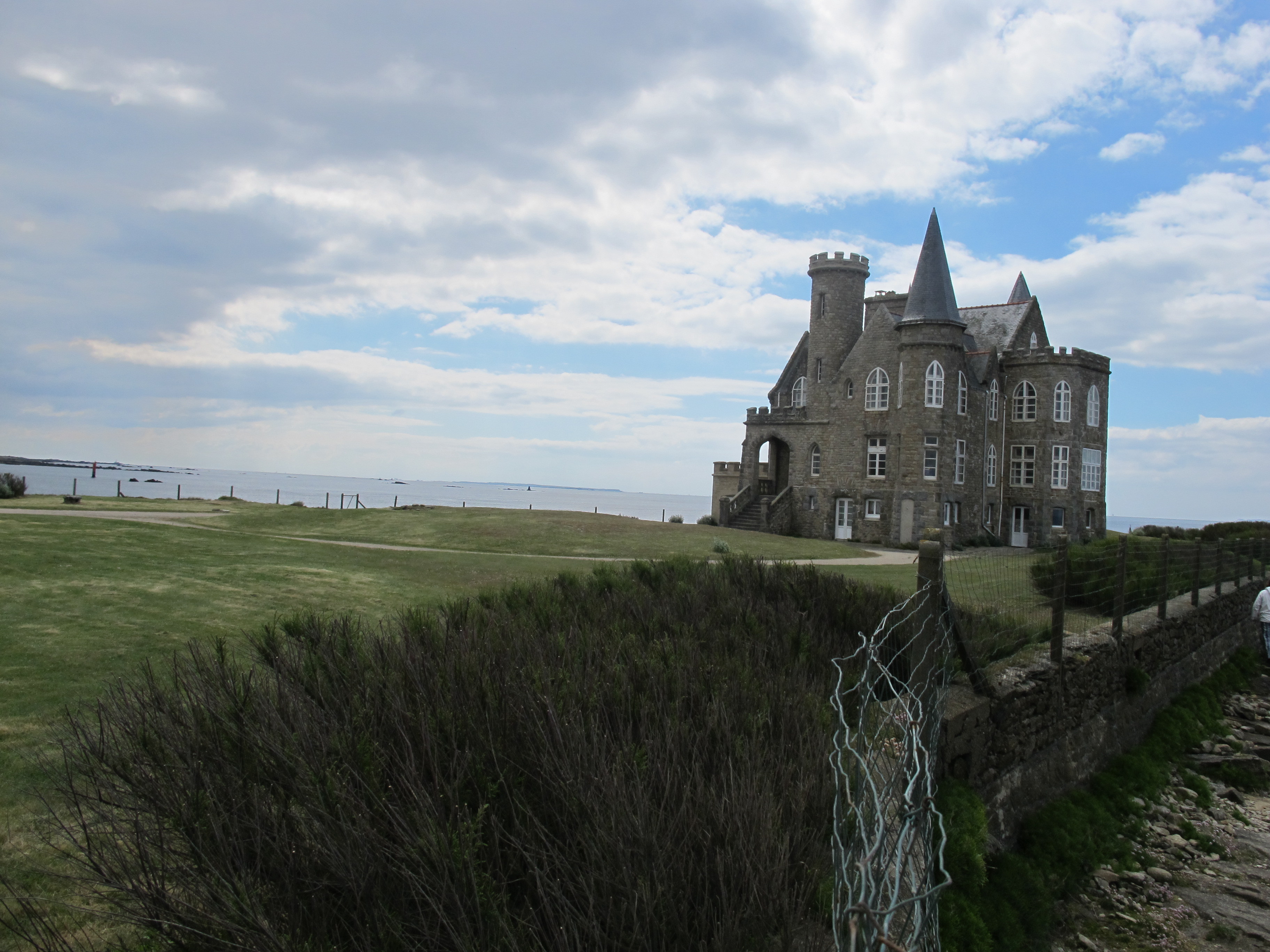
Вид комплекса со стороны города
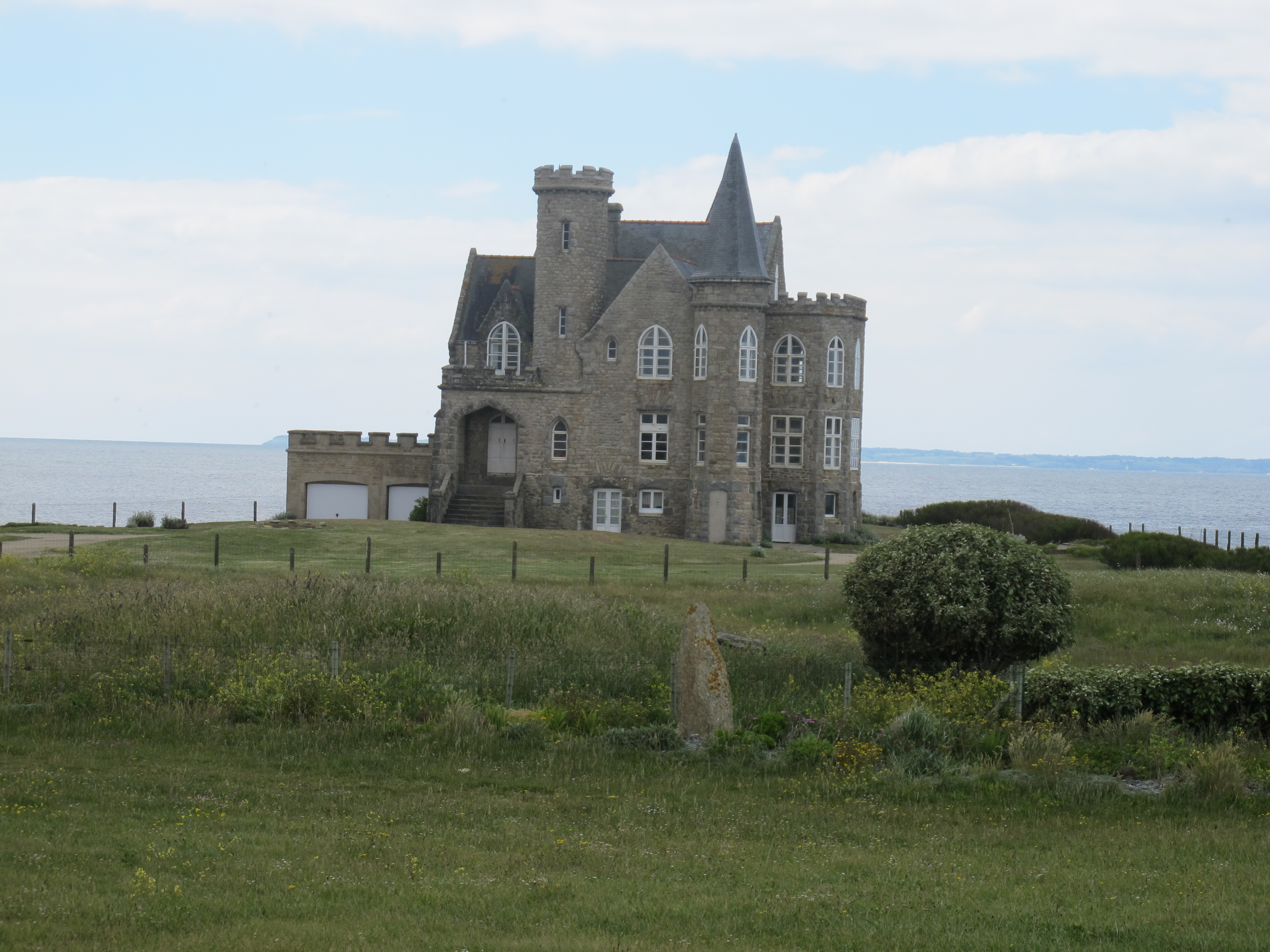
Вид северного фасада замка
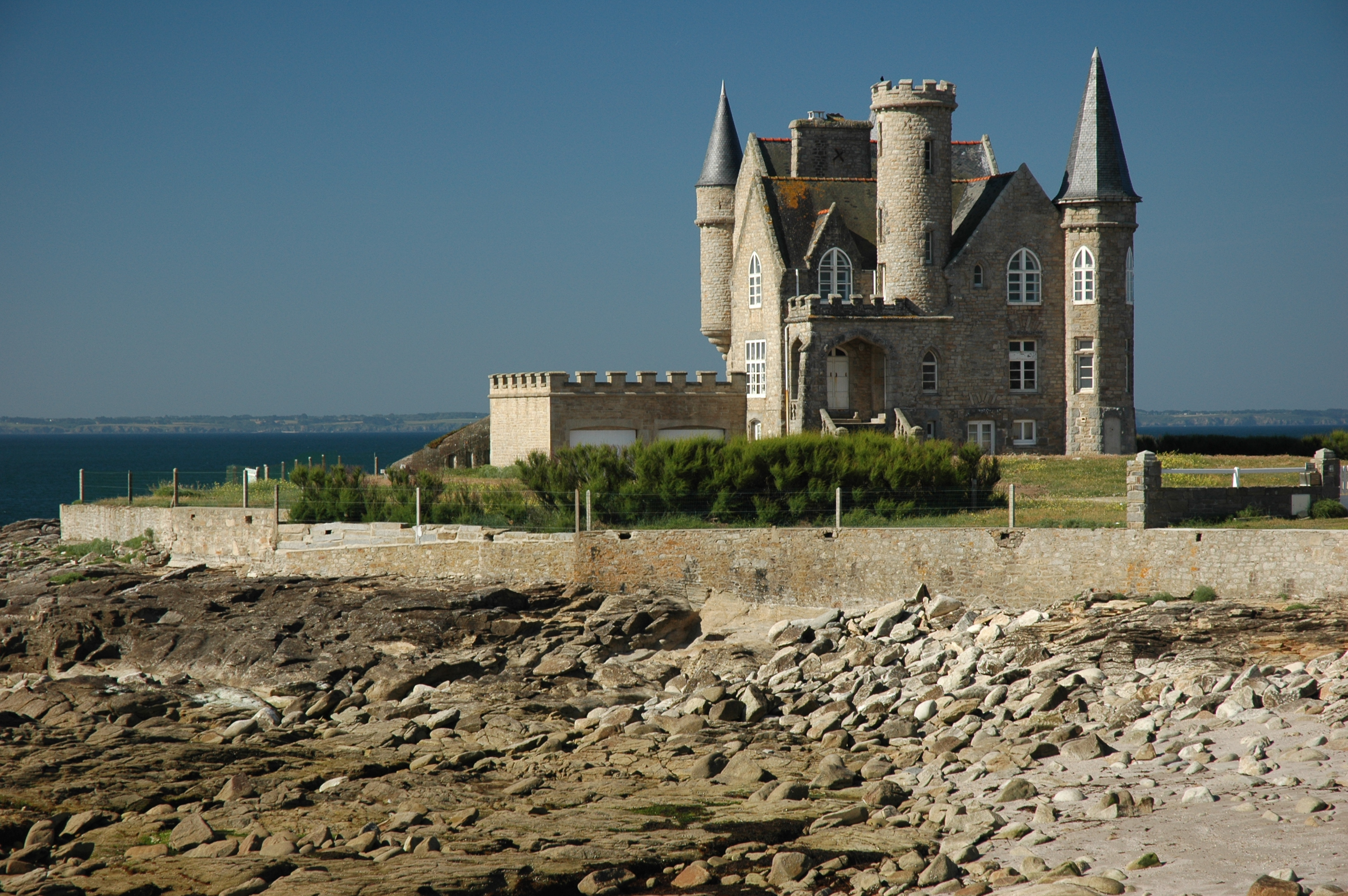
Вид замка с восточной стороны
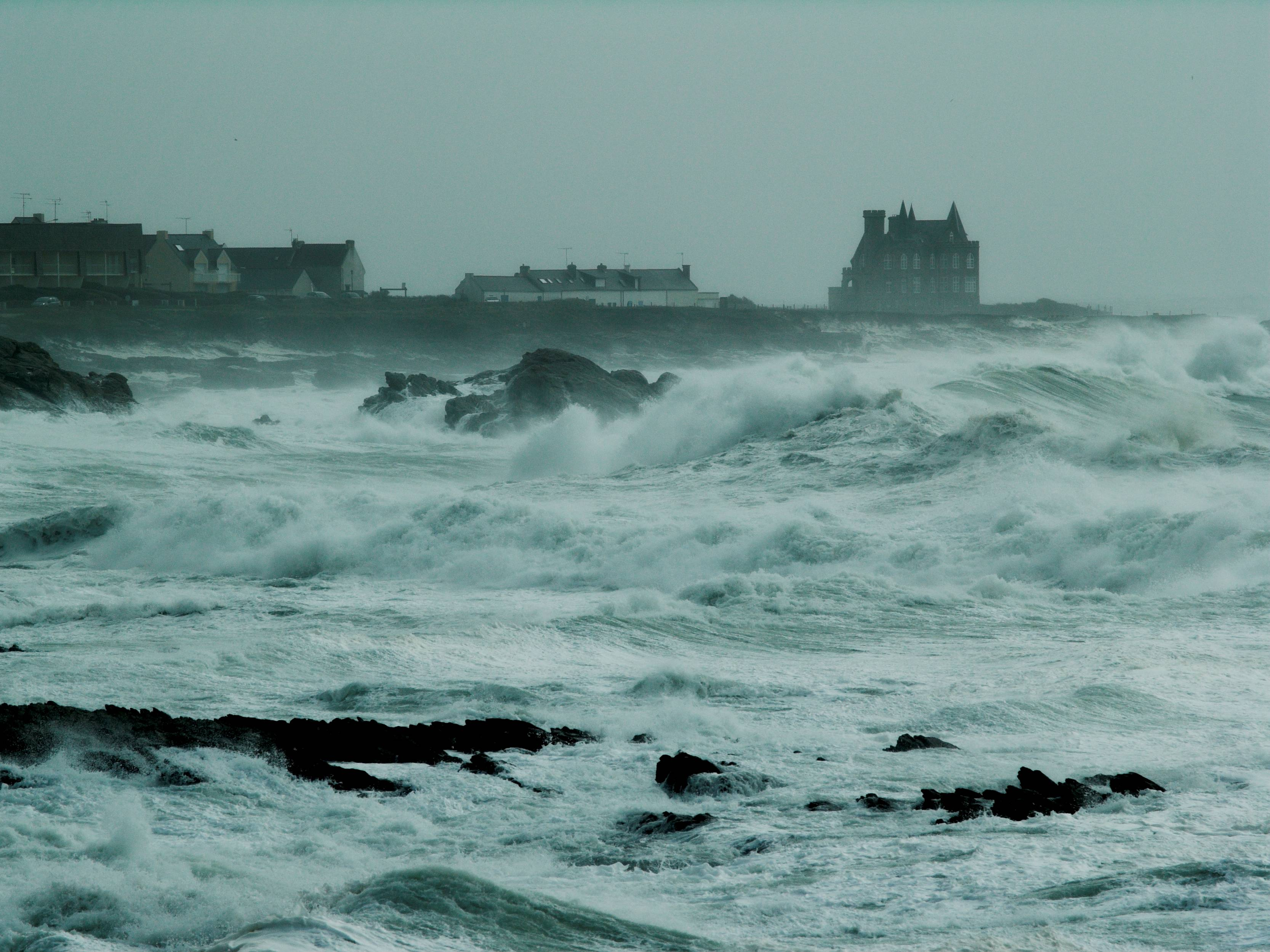
Вид замка во время шторма